# Завист за пениса
Завистта към пениса във Фройдистката психоанализа се свързва с теоретичната реакция на момичето по време на неговото психосексуално развитие и разбирането му, че няма пенис. Фройд смята, че това разбиране е определящ момент в развитието на пола и сексуалната идентичност на жената. Според него паралелната реакция при момчетата е разбирането, че момичета нямат пенис, които води първите до страх от кастрация.